# Chassalia boryana

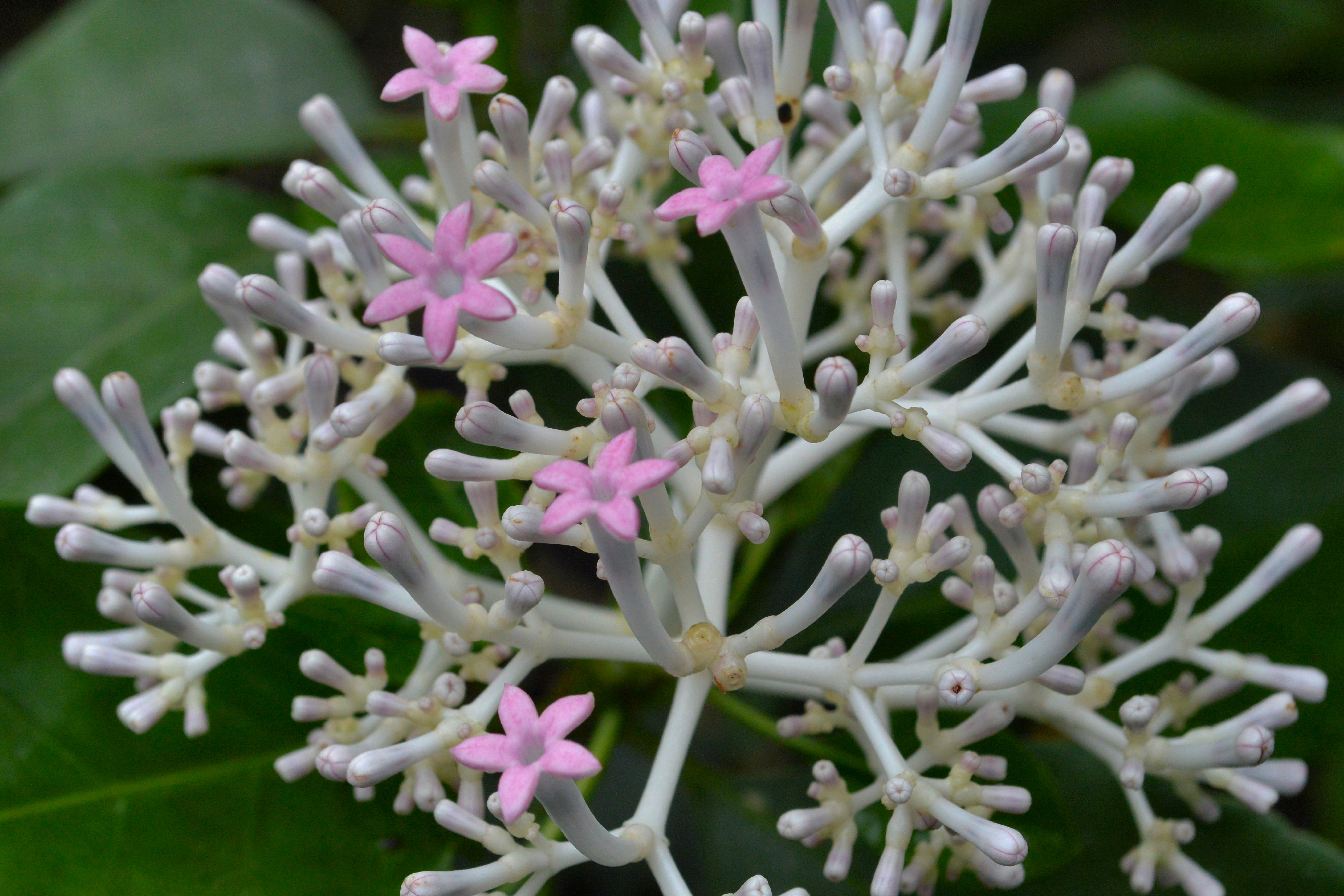
Bloeiend exemplaar in Kew Gardens

Chassalia boryana is een plant uit de sterbladigenfamilie die endemisch is op Mauritius in de Indische Oceaan.

## Naamgeving enetymologie
- Synoniemen: Gaertnera cymiflora Bojer, Psychotria boryana Cordem.
- Engels: Bory's Coral Tree

De soort is vernoemd naar de Franse botanicus Chassalie de Bory, die aan het einde van de 18e eeuw de Mascarenen bezocht.

## Kenmerken
Chassalia boryana is een overblijvende, struikachtige plant. Hij groeit met een hoofdas en vormt bloemen zodra de plant 1,2 meter hoog is, om vraat door landschildpadden te vermijden. Na het afsterven van de bloeitop vertakt de struik zich. De bloemen zijn stervormig en roze tot blauw. Een bloem bloeit maar een dag. De bessen van de plant zijn zwart.

## Habitaten verspreiding
Chassalia boryana is endemisch op Mauritius. In de jaren 60 waren er nog maar een vijftiental planten op het eiland, waarna begonnen werd met een programma van bescherming en kunstmatige vermeerdering.